# Hoài Thanh
Hoài Thanh (15 tháng 7 năm 1909 – 14 tháng 3 năm 1982) có tên khai sinh là Nguyễn Đức Nguyên (ngoài ra ông còn sử dụng các bút danh khác như Văn Thiên, Le Nhà Quê), là một nhà phê bình văn học Việt Nam, đã có những đóng góp về mặt phê bình, lý luận để khẳng định Thơ mới trong văn học Việt Nam thế kỉ XX. Tác phẩm Thi nhân Việt Nam do ông và em trai Hoài Chân viết đã đưa tác giả lên vị trí một nhà phê bình lớn của nền văn học Việt Nam đầu thế kỷ 20. 
Sinh ngày 15 tháng 7 năm 1909 trong một gia đình nhà nho nghèo có tham gia phong trào Đông Du chống Pháp của Phan Bội Châu. Quê ông ở xã Nghi Trung, huyện Nghi Lộc, tỉnh Nghệ An. Bắt đầu học chữ Hán, chữ Quốc ngữ, hồi nhỏ ông là học sinh của trường Quốc học Vinh; rồi theo học trường Pháp Việt đến bậc trung học; tham gia phong trào yêu nước của học sinh của Phan Chu Trinh và Phan Bội Châu. Trước 1945, ông tham gia viết văn, làm báo, dạy học và được coi là người đứng đầu trường phái phê bình văn học Nghệ thuật vị nghệ thuật. Năm 1927, ông gia nhập Tân Việt Cách mạng Đảng. Năm 1930 đang học ở trường Bưởi (Hà Nội) thì bị bắt, bị kết án treo, bị trục xuất khỏi Bắc Kỳ và giải về quê. Năm 1931 vào Huế, làm công cho một nhà in, đi dạy học, đồng thời viết văn, viết báo.
Tham gia Tổng khởi nghĩa của Việt Minh lật đổ chính quyền ở Huế tháng 8 năm 1945. Sau 1945 ông lần lượt giữ những chức vụ: Chủ tịch Hội văn hóa cứu quốc, Huế (tháng 9 năm 1945); cán bộ giảng dạy tại Đại học Hà Nội (từ 1945 – 1946); công tác tại Đài Tiếng nói Việt Nam (từ 1947 đến 1948); ủy viên Ban thường vụ Hội Văn nghệ Việt Nam(1950); Trưởng tiểu ban Văn nghệ Ban Tuyên huấn Trung ương (1950 – 1956); Vụ trưởng Vụ nghệ thuật và giảng dạy tại Khoa Văn Đại học Tổng hợp Hà Nội (1958). Trong khoảng 10 năm 1958 – 1968 ông trở thành đại biểu Quốc hội khóa 2, làm Tổng Thư ký Liên hiệp các Hội Văn học nghệ thuật Việt Nam; tham gia Ban Chấp hành Hội Nhà văn Việt Nam khóa 1 và 2. Từ 1959 – 1969 ông giữ chức Phó viện trưởng Viện Văn học Việt Nam kiêm Thư ký tòa soạn Tạp chí Nghiên cứu văn học của Viện. Từ 1969 đến 1975 ông giữ chức Chủ nhiệm tuần báo Văn nghệ. Ông là đảng viên Đảng Cộng sản Việt Nam.
Hoài Thanh mất ngày 14 tháng 3 năm 1982 tại Hà Nội. Hưởng thọ 73 tuổi

### Bình luận về văn chương Việt Nam
| “            | "Một dân tộc khinh miệt cá nhân, không biết đến cá nhân, không thể có được nền văn chương phong phú là sự tất nhiên vậy", "Nếu bây giờ ta muốn cho văn chương ta ngày một thêm phong phú, cần nhất phải để cho nhà văn được tự do" | ” |
| — Hoài Thanh | |   |

## Tác phẩm
- Văn chương và hành động (khái luận, 1936)
- Thi nhân Việt Nam 1932 – 1941 (1941, cùng viết với Hoài Chân, nhưng Hoài Thanh là chủ yếu)
- Có một nền văn hóa Việt Nam (1946)
- Quyền sống con người trong Truyện Kiều của Nguyễn Du (tiểu luận, 1949)
- Nhân văn Việt Nam (1949)
- Xây dựng văn hóa nhân dân (1950)
- Nói chuyện thơ kháng chiến (1951)
- Nam Bộ mến yêu (bút ký, 1955)
- Chuyện miền Nam (bút ký, 1956)
- Quê hương và thời niên thiếu của Bác (cùng viết với Thanh Tịnh 1960)
- Phê bình và tiểu luận tập 1 (1960), tập 2 (1965), tập 3 (1971)
- Phan Bội Châu (1978)
- Chuyện thơ (1978)
- Tuyển tập Hoài Thanh (2 tập, 1982 – 1983)
- Di bút và di cảo (1993)
- Hoài Thanh toàn tập (5 tập, 1998)

## Tiếng đồn "vị người cấp trên"
Nhà thơ Ngô Xuân Sách trong tập thơ về chân dung các nhà văn nhà thơ đã miêu tả Hoài Thanh như sau:
| “                     | Vị nghệ thuật một nửa đời Nửa đời còn lại vị người cấp trên "Thi nhân" còn một chút duyên Chẳng cầm cho vững lại lèn cho đau... | ” |
| — X.S - Thơ chân dung | |   |

Bản thân Hoài Thanh đã bình luận về nhận xét này như sau:
| “            | Tay này nó biết mình mê Kiều nên nó dùng lối lẩy Kiều để vẽ chân dung thì khéo thật. Tuy vậy câu thứ hai nói oan và nói ác quá. Có không ít người nghĩ như thế về tôi. | ” |
| — Hoài Thanh | |   |

| “            | Một đời làm văn tôi chỉ tìm cái hay cái đẹp để bình. Đó là điều ham muốn của tôi. Vậy mà tôi đã vấp phải khối chuyện phiền: kẻ yêu, người ghét. Thậm chí tôi còn bị vu cáo, bị nói oan. Tôi biết vậy nhưng không thể sống khác, viết khác cái tạng của mình. Điều mà tôi có thể hoàn toàn yên tâm và tự hào trước lúc đi xa là tôi đã sống và viết hoàn toàn trung thực. | ” |
| — Hoài Thanh | |   |

Phạm Khải trong bài viết "Nỗi oan không khó gỡ" đã nhận định rằng Hoài Thanh không phải là người "vị cấp trên" như một số điều tiếng trong dư luận. Mặc dù Hoài Thanh có nhiều bài viết bình luận, giới thiệu về các nhà thơ là lãnh đạo cao cấp của Đảng và Nhà nước như Sóng Hồng, Xuân Thủy, Tố Hữu... nhưng ông cũng viết nhiều bài bình luận về thơ của cán bộ chiến sĩ, của các cây bút trẻ. Ngoài ra, khi bình luận về tác phẩm của các nhà thơ giữ chức vụ cao, Hoài Thanh cũng đưa ra nhiều lời phê bình, góp ý về các khuyết điểm trong thơ của họ. Và phong cách phê bình của Hoài Thanh là tìm ưu điểm, cái hay để bình luận, ca ngợi chứ không chú tâm vào khuyết điểm, vì vậy không thể lấy đó để cáo buộc Hoài Thanh "vị người cấp trên".

## Giải thưởng và tôn vinh
- Ông được Nhà nước Việt Nam truy tặng Giải thưởng Hồ Chí Minh về văn học nghệ thuật (2000).[4]
- Hiện nay, ở Phường 14, Quận 8, Thành phố Hồ Chí Minh có con đường mang tên Hoài Thanh và một phố ở Hà Nội (nằm trong khu đô thị Mỹ Đình II).[cần dẫn nguồn]